# كأس السوبر الأرجنتيني 2015
بطولة كأس السوبر الأرجنتيني 2015 هي النسخة الرابعة من بطولة كأس السوبر الأرجنتيني، لعب يوم 10 فبراير 2016 في استاد ماريو ألبيرتو كيمبس، بين فريق بوكا جونيورز الفائز بالدوري والكأس وفريق سان لورينزو وصيف الدوري. وقد انتهت المباراة بفوز سان لورينزو بالمباراة بنتيجة 4–0 ليحصد لقبه الأول في تاريخ البطولة.

## التفاصيل
| بوكا جونيورز | 0–4 | سان لورينزو                                                                                          |
| ------------ | --- | --- |
|              |     | فرناندو 44' (بالقدم اليسرى) · بابلو 74' (بالقدم اليسرى)، 83' (ركلة حرة) · بلاندي 89' (بالقدم اليمنى) |